# 奇莫拉伊斯
奇莫拉伊斯（義大利語：Cimolais），是意大利弗留利-威尼斯朱利亚大区波代诺内省的一个市镇。总面积101平方公里，人口440人，人口密度4.4人/平方公里（2009年）。ISTAT代码为093014。